# Sacubitril/valsartan
Sacubitril/valsartan, được bán dưới tên biệt dược Entresto và các biệt dược khác, là một loại thuốc kết hợp để sử dụng trong suy tim. Nó bao gồm các chất ức chế neprilysin sacubitril và thuốc ức chế thụ thể angiotensin valsartan. Thuốc được khuyến cáo sử dụng thay thế cho thuốc ức chế men chuyển hoặc thuốc chẹn thụ thể angiotensin ở những người bị suy tim với phân suất tống máu giảm.
Các tác dụng phụ tiềm ẩn bao gồm phù mạch, các vấn đề về thận và huyết áp thấp. Sự kết hợp này đôi khi được mô tả là "chất ức chế thụ thể angiotensin-neprilysin" (ARNi).
Thuốc đã được phê duyệt sử dụng tại Hoa Kỳ vào năm 2015 sau khi phát triển bởi Novartis. Ngoài ra thuốc cũng được phê duyệt ở châu Âu. Chi phí bán buôn cho Dịch vụ Y tế Quốc gia ở Anh là khoảng 1.200 bảng mỗi người mỗi năm tính đến năm 2017. Chi phí bán buôn ở Hoa Kỳ là 4.560 đô la mỗi năm tính đến năm 2015. Các loại thuốc chung loại tương tự không có sacubitril, chẳng hạn như riêng valsartan, có giá khoảng 48 đô la một năm. Một phân tích được tài trợ bởi ngành công nghiệp chỉ ra chi phí 45.017 đô la cho mỗi QALY.

## Sử dụng trong y tế
Có thể sử dụng sacubitril/valsartan thay cho thuốc ức chế men chuyển hoặc thuốc ức chế thụ thể angiotensin ở người bị suy tim và giảm phân suất tống máu thất trái (LVEF), cùng với các liệu pháp tiêu chuẩn khác (ví dụ như thuốc chẹn beta) cho bệnh suy tim. Người ta không biết liệu sacubitril/valsartan có hữu ích trong điều trị suy tim ở những người có LVEF bình thường hay không. Mức độ bằng chứng để hỗ trợ việc sử dụng nó ít hơn so với các thuốc ức chế men chuyển và ARB. Ở những người thất bại loại 2 hoặc 3, người làm tốt với thuốc ức chế men chuyển hoặc ARB nhưng vẫn có triệu chứng, thay đổi thành sacubitril/valsartan làm giảm nguy cơ tử vong. Nó chưa được so sánh trực tiếp với ARB vào năm 2016.
Thay đổi 100 người từ thuốc ức chế men chuyển hoặc thuốc đối kháng thụ thể angiotensin II thành sacubitril/valsartan trong 2,3 năm sẽ ngăn ngừa 3 trường hợp tử vong, 5 lần nhập viện vì suy tim và 11 lần nhập viện nói chung.

## Tác dụng phụ
Các tác dụng phụ thường gặp trong nghiên cứu chính là ho, tăng kali máu (nồng độ kali cao trong máu, có thể do valsartan), rối loạn chức năng thận và hạ huyết áp (huyết áp thấp, tác dụng phụ thường gặp của thuốc giãn mạch và giảm thể tích ECF). 12% bệnh nhân đã rút khỏi nghiên cứu trong giai đoạn chạy vì những tác dụng trên.
Sacubitril/valsartan bị chống chỉ định trong thai kỳ vì nó có chứa valsartan, nguy cơ dị tật bẩm sinh.

## Dược lý
Valsartan chặn thụ thể angiotensin II loại 1 (AT1). Thụ thể này được tìm thấy trên cả các tế bào cơ trơn mạch máu và trên các tế bào zona glomerulosa của tuyến thượng thận chịu trách nhiệm tiết aldosterone. Trong trường hợp không có sự phong tỏa AT1, angiotensin gây ra cả sự co mạch trực tiếp và bài tiết aldosterone tuyến thượng thận, aldosterone sau đó tác động lên các tế bào phần cuối của ống lượn xa và ống góp của thận để thúc đẩy tái hấp thu natri làm tăng thể tích dịch ngoại bào (ECF). Phong tỏa AT1 gây giãn mạch máu và giảm thể tích dịch ngoại bào.
Sacubitril là một tiền chất được kích hoạt từ sacubitrilat (LBQ657) được de-ethyl hóa qua esterase. Sacubitrilat ức chế enzyme neprilysin, một endopeptidase trung tính làm suy giảm các peptide vận mạch, bao gồm peptide natriuretic, bradykinin và adrenomedullin. Do đó, sacubitril làm tăng mức độ của các peptide này, gây giãn nở mạch máu và giảm thể tích ECF thông qua bài tiết natri.
Neprilysin cũng có vai trò trong việc loại bỏ protein beta amyloid từ dịch não tủy và ức chế bằng sacubitril đã cho thấy tăng nồng độ AB1-38 ở những người khỏe mạnh (Entresto 194/206 trong hai tuần). Amyloid beta được coi là góp phần vào sự tiến triển của bệnh Alzheimer và có những lo ngại rằng sacubitril có thể thúc đẩy sự phát triển của bệnh Alzheimer.

## Hóa học
Sacubitril/valsartan là sacubitril và valsartan kết tinh, theo tỷ lệ mol một-một. Một phức hợp sacubitril/valsartan bao gồm sáu anion sacubitril, sáu anion valsartan, 18 cation natri và 15 phân tử nước, dẫn đến công thức phân tử C288H330N36Na18O48·15H2O và khối lượng phân tử 5748,03   g.mol.
Chất này là một loại bột trắng bao gồm các tấm lục giác mỏng. Nó ổn định ở dạng rắn cũng như trong dung dịch nước (nước) có độ pH từ 5 đến 7, và có điểm nóng chảy khoảng 138 °C (280 °F).

## Lịch sử
Trong quá trình phát triển bởi Novartis, Entresto được biết đến với cái tên LCZ696. Thuốc đã được phê duyệt theo quy trình đánh giá ưu tiên của FDA vào ngày 7 tháng 7 năm 2015. Thuốc cũng đã được phê duyệt ở châu Âu vào năm 2015.

## Xã hội và văn hoá

### Thiết kế thử nghiệm
Có nhiều tranh cãi về thử nghiệm PARADIGM-HF Thử nghiệm giai đoạn III trên cơ sở thuốc được FDA chấp thuận. Ví dụ, cả Richard Lehman, một bác sĩ viết bài đánh giá hàng tuần về các bài báo y tế chính cho Blog BMJ và báo cáo tháng 12 năm 2015 của Viện nghiên cứu lâm sàng và kinh tế (ICER) cho thấy tỷ lệ lợi ích rủi ro không được xác định đầy đủ vì không xác định được đầy đủ vì thiết kế của thử nghiệm lâm sàng quá giả tạo và không phản ánh những người bị suy tim mà các bác sĩ thường gặp phải. :28  Mặt khác, vào tháng 12 năm 2015, Steven Nissen và các nhà lãnh đạo tư tưởng khác về tim mạch nói rằng sự chấp thuận của sacubitril/valsartan có tác động lớn nhất đến thực hành lâm sàng trong khoa tim mạch năm 2015 và Nissen gọi loại thuốc này là "một cách tiếp cận đột phá".
Một đánh giá năm 2015 đã chỉ ra rằng sacubitril/valsartan thể hiện "sự tiến bộ trong điều trị mãn tính bệnh suy tim với phân suất tống máu giảm" nhưng thành công lâm sàng rộng rãi với thuốc sẽ cần phải sử dụng nó ở những bệnh nhân thích hợp, đặc biệt là những bệnh nhân có đặc điểm tương tự trong dân số thử nghiệm lâm sàng. Một đánh giá khác năm 2015 gọi là giảm tỷ lệ tử vong và nhập viện do sacubitril/valsartan "gây ấn tượng", nhưng lưu ý rằng tác dụng của thuốc ở người suy tim bị tăng huyết áp, tiểu đường, bệnh thận mạn tính và người cao tuổi cần được đánh giá thêm.

### Giá cả
Chi phí bán buôn cho một năm sacubitril/valsartan ở Hoa Kỳ là 4.560 đô la mỗi người vào năm 2015, nhưng chi phí cho NHS ở Anh là dưới 1.200 bảng mỗi người mỗi năm. Các loại thuốc chung loại tương tự không có sacubitril, chẳng hạn như riêng valsartan, có giá khoảng 48 đô la một năm. Một phân tích đã chỉ ra chi phí 45.017 đô la Mỹ cho mỗi QALY.

## Nghiên cứu
Thử nghiệm PARADIGM-HF (trong đó Milton Packer là một trong những nhà nghiên cứu chính) đã so sánh điều trị với sacubitril/valsartan với điều trị bằng enalapril. Những người bị suy tim và giảm LVEF (10,513) được điều trị tuần tự trên cơ sở ngắn hạn với enalapril và sau đó với sacubitril/valsartan. Những người có thể dung nạp cả hai chế độ (8442, 80%) được chỉ định ngẫu nhiên điều trị lâu dài bằng enalapril hoặc sacubitril/valsartan. Những người tham gia chủ yếu là người da trắng (66%), nam (78%), trung niên (trung bình 63,8 +/- 11 tuổi) bị suy tim giai đoạn II (71,6%) hoặc suy tim giai đoạn III (23,1%).
Thử nghiệm đã bị dừng sớm sau khi phân tích tạm thời được chỉ định trước cho thấy giảm điểm cuối chính của tử vong do tim mạch hoặc suy tim ở nhóm sacubitril/valsartan so với những người được điều trị bằng enalapril. Được thực hiện riêng lẻ, việc giảm tử vong do tim mạch và nhập viện do suy tim vẫn giữ ý nghĩa thống kê. Liên quan đến enalapril, sacubitril/valsartan cung cấp giảm  trong
- điểm cuối tổng hợp của tử vong do tim mạch hoặc nhập viện vì suy tim (tỷ lệ mắc 21,8% so với 26,5%)
- tử vong do tim mạch (tỷ lệ mắc 13,3% so với 16,5%)
- nhập viện lần đầu vì suy tim nặng hơn (tỷ lệ mắc 12,8% so với 15,6%) và
- tỷ lệ tử vong do mọi nguyên nhân (tỷ lệ mắc 17,0% so với 19,8%)

Hạn chế của thử nghiệm bao gồm kinh nghiệm khan hiếm khi bắt đầu điều trị ở bệnh nhân nhập viện và ở những người có triệu chứng suy tim độ IV của NYHA. Ngoài ra, thử nghiệm đã so sánh liều valsartan tối đa (cộng với sacubitril) với liều enalapril dưới mức tối đa, và do đó không thể so sánh trực tiếp với việc sử dụng thuốc ức chế men tiêu chuẩn vàng hiện nay trong suy tim, làm giảm hiệu lực của kết quả thử nghiệm.